# 雷克呂斯火山
50°57′50″S 73°35′05″W / 50.96389°S 73.58472°W

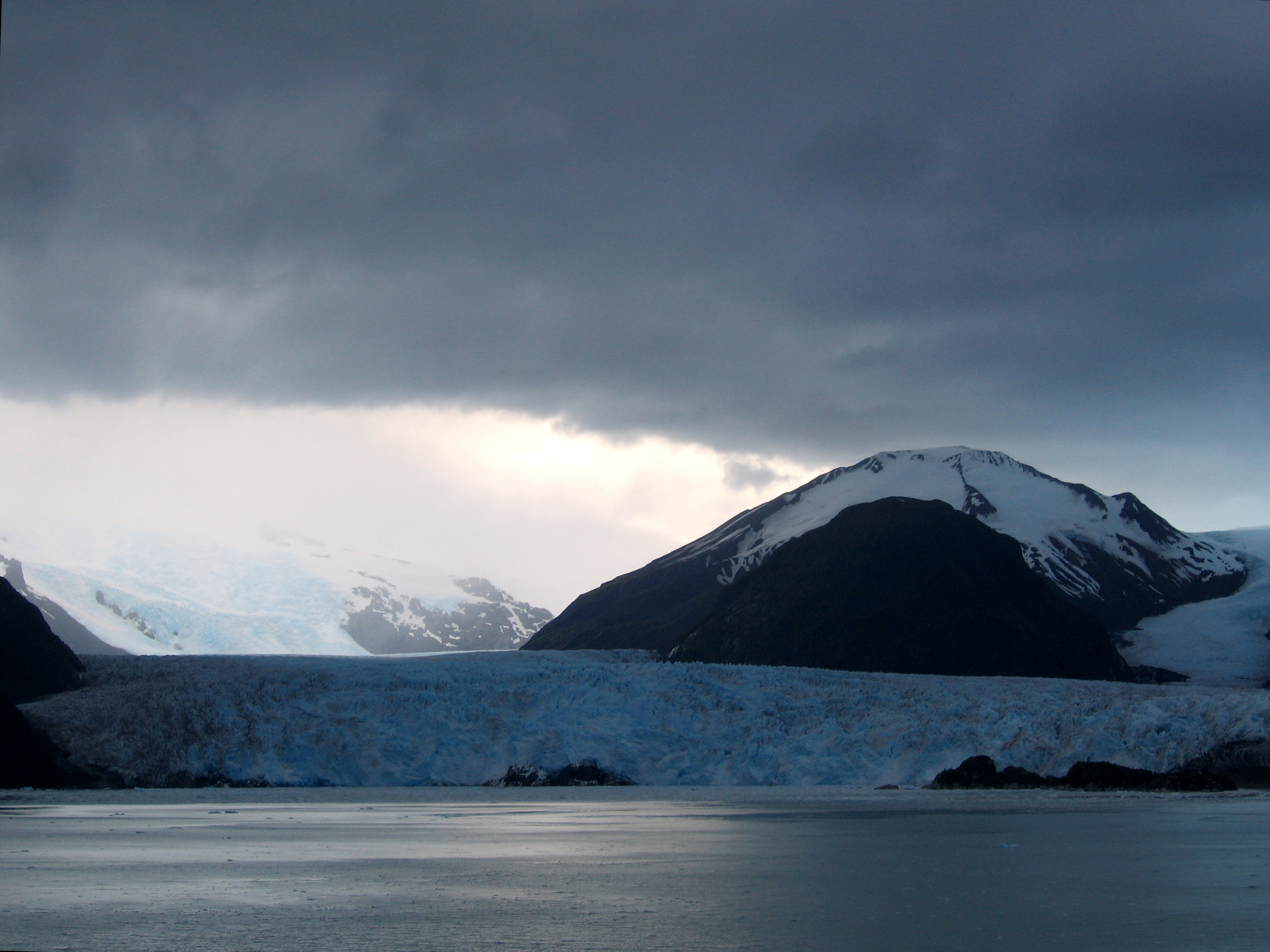

雷克呂斯火山是智利的火山，位於該國南部，由麥哲倫-智利南極大區負責管轄，屬於安第斯山脈的一部分，火山口直徑約1公里，海拔高度1,000米，最近一次火山噴發在1908年發生。